# SB 35a sorozat
Az SB 35a sorozat a Déli Vasút egy tehervonati szerkocsisgőzmozdony-sorozata volt, amely egy magán vasúttársaság volt az Osztrák–Magyar Monarchiában.
Nem sokkal a Semmeringbahn megnyitása után világossá vált, hogy a  négycsatlós mozdony  a megfelelő választás volt az ilyen hegyi pályára. Az SB 33 és az SB 34 sorozatokkal a Déli Vasút továbbra is ezt az utat járta.  Louis Adolf Gölsdorf  főmérnök irányításával a Bécsújhelyi Mozdonygyárban (Sigl) megalkottak egy még teljesítőképesebb belsőkerete Stephenson vezérlésű négycsatlós mozdonyt . Ebből a sorozatból szállított a Bécsújhelyi Mozdonygyár és a StEG mozdonygyára 25 db-ot, a Floridsdorfi Mozdonygyár pedig öt db-ot 1871-ben és 1872-ben.
A gép hatalmas siker volt: 210 tonnát volt képes felvontatni  25 ‰ lejtőn. A  Semmeringbahn, a Brennerbahn és a karsztos területeken. Az eredeti kéményeket fölváltották kúpos- vagy kamrás kéményekkel, amelynek a gép magasságát a kissé módosították.
Megsmerve ennek a sorozatnak a nagy sikerét, a Oberitalienische Eisenbahn 1872 kölcsönzött egy mozdonyt tesztútra Genova meredek emelkedőin. Ez  egy 60 mozdonyos megrendeléshez vezetett a típusból a Sigl Bécsújhelyi Mozdonygyárának. Ezen kívül 1873 és 1905 között a típusból a Miani és a  Maffei Münchenből 33-at szállított Olaszországba. Az FS  a 420. sorozatába osztotta be őket.
Az első világháború után 20 db mozdony került az FS-hez 452 sorozatúként, 23 Jugoszláviába melyből később 16-ot  JDŽ 132 sorozatként beszámoztak és 12 a BBÖ-hoz is került mint 471 sorozat melyeket 1934-ig selejteztek.
A második világháborúban három jugoszláv mozdony a Deutschen Reichsbahnhoz került 55.5601–5603 pályaszámokon.

## Fordítás
- Ez a szócikk részben vagy egészben  a   SB 35a című német Wikipédia-szócikk fordításán alapul.  Az eredeti cikk szerkesztőit annak laptörténete sorolja fel. Ez a jelzés csupán a megfogalmazás eredetét és a szerzői jogokat jelzi, nem szolgál a cikkben szereplő információk forrásmegjelöléseként.-Az eredeti szócikk forrásai szintén ott találhatóak.

## Külső hivatkozások
- A típus története számokban